# Храм Покрова Пресвятой Богородицы (Волоколамск)
Храм Покрова Пресвятой Богородицы (Покровская церковь) — православный храм в городе Волоколамске Московской области. Относится к Волоколамскому благочинию Одинцовской епархии.
Бывший соборный храм упразднённого в 1764 году девичьего Варваринского монастыря. Главный престол освящён в честь праздника Покрова Пресвятой Богородицы; приделы — южный, отдельно пристроенный — Успения Пресвятой Богородицы; в трапезной: северный — святого мученика Уара, южный — великомученицы Святой Варвары. Объект культурного наследия регионального значения.

## История
Первоначально церковь была освящена в честь Успения Пресвятой Богородицы и была соборным храмом девичьего Варваринского монастыря. В начале XVII века на территории монастыря было две деревянные церкви — Успения и великомученицы Варвары. Каменный храм был построен в 1695 году по указу матери Петра I царицы Натальи Кирилловны Нарышкиной.
В Успенском соборе хранились старинные иконы великомученицы Варвары конца XV — начала XVI века и Успения Божией Матери XVI века. В 1961 году они были изъяты из храма и в настоящее время находятся в историко-художественном музее-заповеднике Сергиева Посада. Великомученицу Варвару в Волоколамске почитают со времён супруги князя Бориса Васильевича святой мученицы Иулиании Волоцкой, чью память празднуют в тот же день, что и память великомученицы Варвары. Часто обе святые изображаются на одной иконе.
Успенский собор стал приходской церковью после того, как в 1764 году Варваринский монастырь был упразднён. До секуляризации церковных земель 1764 года монастырю принадлежало сельцо Горсткино Волоколамского уезда, ныне Лотошинского района. В 1803 году была разобрана из-за ветхости соседняя, более древняя, Покровская церковь, и Успенская церковь получила в память о ней наименование Покровской.
В 1806 году к южной части храма был пристроен Успенский придел. В 1870 году расширили трапезную за счёт разбора колокольни, относившейся к началу XIX века (по другим данным, это была шатровая колокольня, построенная одновременно с храмом), а спустя восемь лет по проекту архитектора С. В. Дмитриева была отстроена новая колокольня.
В годы советской власти Покровский храм оставался действующим. Это единственный храм в Волоколамске, в котором никогда не прерывалась богослужебная жизнь, и один из двух — в районе (другая церковь — Введенская в селе Спирово). В 1932 году священник храма Владимир Покровский был сослан в Казахстан. Вернувшись в Волоколамск в 1935 году, он вновь стал служить в Покровской церкви. Диакон Владимир Осташёвский был выслан и убит в ссылке, церковный староста К. Н. Матвеев (1877—1938) расстрелян на Бутовском полигоне.
В настоящее время в храме хранятся особо почитаемые иконы: Божией Матери «Достойно есть» (взятая из Знаменского храма села Корневского Лотошинского района); Казанская икона Богородицы и великомученицы Параскевы Пятницы (взятые из Казанского храма села Ярополец Волоколамского района) и «Покров».

## Архитектура
Стилистически храм характерен для XVII века. Основной объём представляет собой двусветный куб, перекрытый сомкнутым сводом, с полукруглой апсидой и небольшой трапезной. Декор имеет черты московского барокко: сложные наличники окон верхнего уровня и пучки колонн по углам. Перестройки частично изменили первоначальную отделку: здание оштукатурено, расширены окна, утрачены порталы, а барабан, венчающий основной объём, надстроен. Южный придел одноглавый, по внутреннему убранству воспроизводит в уменьшенном виде основной храм, что достигается благодаря лотковому своду, устаревшему для XIX века. Стройная колокольня в четыре яруса имеет эклектическую архитектуру.
Интерьер церкви относится к последней трети XIX века: иконостасы приделов выполнены в 1871 году, главный иконостас — в 1873 году (реставрирован в 1896 году мастером Чистовым). Присутствуют некоторые иконы XVIII века, а также деревянная скульптура Николы Можайского из села Черленкова. Настенные росписи, выполненные в академическом стиле, подновлялись в 1966 году.

## Духовенство
- Настоятель храма — протоиерей Николай Яковлев[6]

## Святыни
- Икона Покров Пресвятой Богородицы
- икона Божией Матери «Достойно есть»[7]

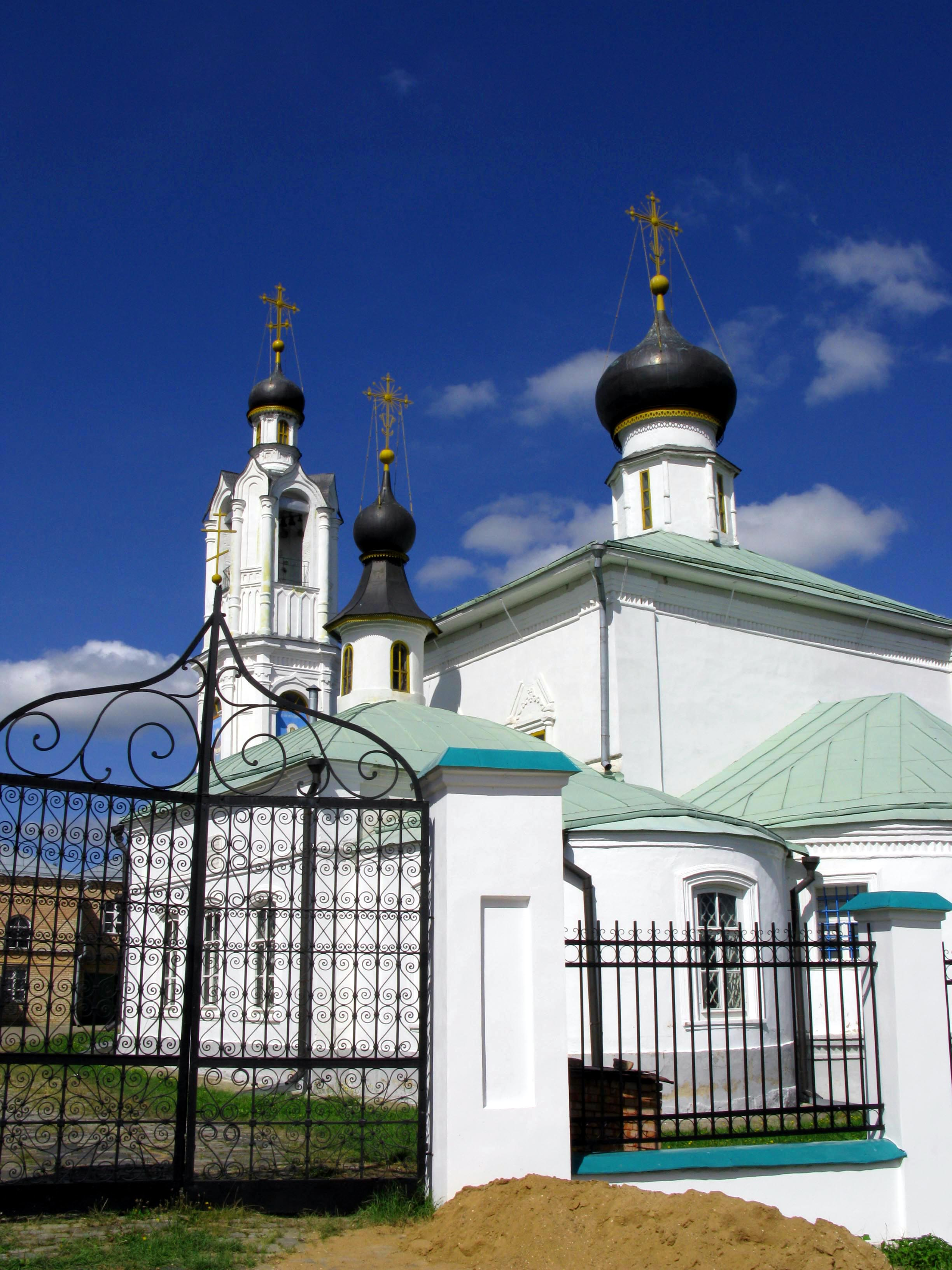
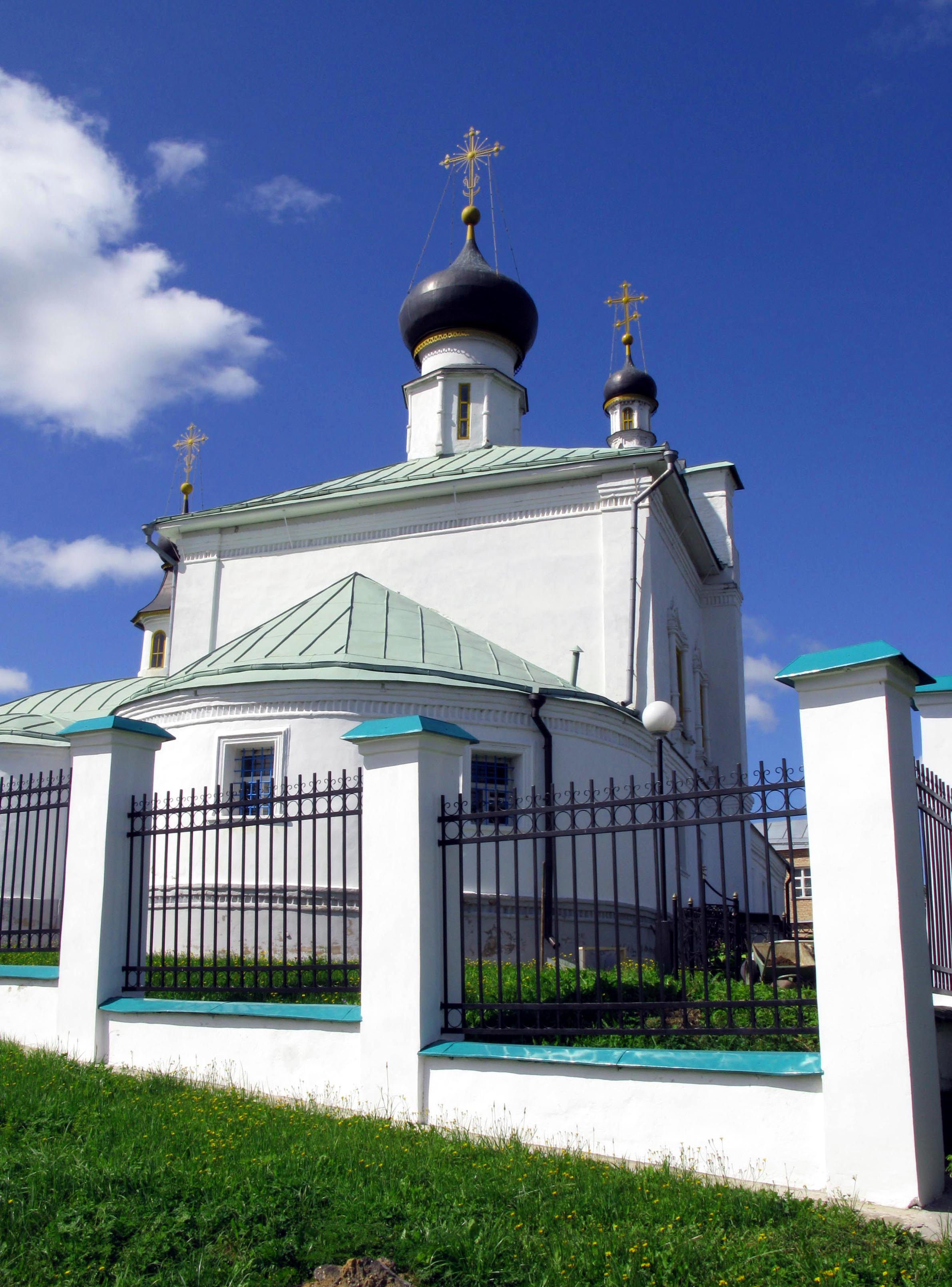